# Aschdot Ja’akov

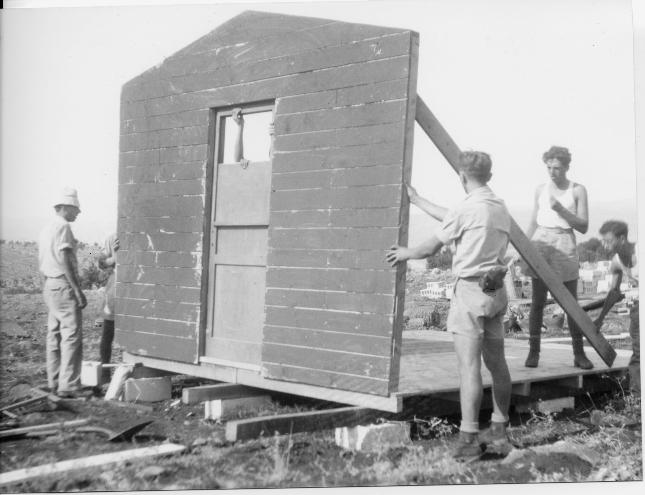
Mitglieder der Yiftach-Brigade erhalten eine Bauausbildung in Ashdot Ya'akov. 1948

Aschdot Jaʿakov (hebräisch אַשְׁדוֹת יַעֲקֹב Aschdōt Jaʿaqov, deutsch ‚Stromschnellen Jaʿakovs‘) besteht aus zwei Kibbuzim im Norden Israels, südlich des Sees Genezareth und nahe der Grenze zu Jordanien, nämlich Aschdot Jaʿakov Ichud (2018: 981 Einwohner) und Aschdot Jaʿakov Meʾuchad (2018: 513 Einwohner).
Der Ortsname wurde zum Andenken an Baron James Armand de Rothschild (hebräisch יַעֲקֹב Jaʿaqov, englisch James) gewählt, dem der Erwerb des Bodens der Siedlung zu verdanken ist. Zum anderen bezieht sich der Ortsname auf die „nahegelegenen Wasserfälle der Einmündung des Yarmuk in den Jordan“.

## Geschichte
Die Besiedlung des Gebietes von Galiläa durch jüdische Einwanderer begann gegen Ende des 19. Jahrhunderts, und bis auf zwei wurden bis zum Jahr 1936 alle neuen Siedlungen im Osten der Region gegründet. Erst nach 1936 wurde der übrige Teil Galiläas von Juden besiedelt.
Der Kibbuz Aschdot Jaʿakov wurde von Mitgliedern einer lettischen Jugendbewegung 1924 gegründet. Zunächst siedelte man an der Stelle des heutigen Kibbuz Gescher.
1935 zog der Kibbuz an seinen heutigen Platz. Der neue Standort hieß zunächst Dalhamia (arab. Delhemiyeh) nach dem Namen einer verlassenen Beduinensiedlung. Dabei handelt es sich vermutlich um den in der Bibel genannten Ort Dalmanutha (erwähnt in der Bibel: Markusevangelium Kap.8, Vers 9–10 – Speisung der viertausend). 1936 erhielt der Kibbuz seinen heutigen Namen. Während der Gründerzeit gehörte Aschdot Jaʿakov zur Organisation ha-Qibbuz ha-Meʾuchad (gegründet 1927), die „in sozialpolitischen Fragen eher links, in sicherheitspolitischen aktivistisch, also rechts“ orientiert war.
Joseph Zauderer, ein 2008 verstorbener Kibbuznik vom Meʾuchad-Kibbuz, der 1938 aus Remscheid in diesen Kibbuz auswanderte (floh), berichtet im Internet von seinen Erinnerungen an die Remscheider Zeit bis 1938. Seit 1949 gehört der Kibbuz zum Regionalverband ʿEmeq haJarden.
Hermann Maas berichtet über die Lebensverhältnisse des Kibbuz im Jahr 1953. 1953 trennten sich auch sozialdemokratisch Mapai geprägte Kibbuzniks mit ihrem Verband Ichud ha-Qvutzot we-ha-Qibbuzim (gegründet 1951) und gründeten den Ichud-Kibbuz, während die linkssozialistischen Bewohner nun den Me’uchad-Kibbuz bildeten. Beide Kibbuzim gingen aber räumlich immer ineinander über und sind von einem gemeinsamen Sicherheitszaun umgeben.
Heute gehören beide Kibbuzim zu der im Jahr 1999 durch Vereinigung gebildeten Kibbuzbewegung.
Der Meʾuchad-Kibbuz konnte die sozialistischen Grundsätze nicht durchhalten, sondern musste marktwirtschaftlich-individualistische Veränderungen beschließen. Heute siedeln sich Israelis von auswärts wegen der hohen Lebensqualität auf dem Land im Kibbuz an, haben aber keinen Bezug zu dessen ursprünglich sozialistischer Idee.
Dan Schomron, von 1987 bis 1991 Generalstabschef der Israelischen Verteidigungsstreitkräfte, wurde am 5. August 1937 in Aschdot Jaʿakov geboren. Er hatte 1976 als Fallschirmjäger das Kommando befehligt, das den nach Uganda entführten Airbus während der Operation Entebbe befreite, und wurde „der Retter von Entebbe“. Schomron starb am 26. Februar 2008 in Raʿananna.

## Kultur und Sehenswürdigkeiten
Im Meʾuchad-Kibbuz:
- Beit Eyal, ein neues Sport-, Begegnungs- und Gefallenen-Gedenkzentrum, initiiert von der Mutter eines im Libanon gefallenen Soldaten.

### Museen
- Naharayim, ein Informationszentrum über den direkt südlich von Aschdot Jaʿakov gelegenen Ort: über das Erste Jordan-Kraftwerk, 1926–1933 von Binjamin Oral für die Palestine Electric Corporation erbaut, das seit Mai 1948 stillliegt, den Israelisch-jordanischen Friedensvertrag und die besonderen Regelungen für die Friedens-Insel und das Gartendenkmal für die von einem jordanischen Soldaten erschossenen sieben israelischen Schülerinnen.

Im Meʾuchad-Kibbuz:
- Beit Uri and Rami Nechuschtan, ein Kunstmuseum.